# AS Tempête Mocaf Bangui
AS Tempête Mocaf Bangui ist ein Fußballverein in Bangui in der Zentralafrikanischen Republik.

## Geschichte
Der 1940 gegründete Verein ist der erfolgreichste seines Landes. Ihm gelangen zehn Meistertitel seit 1976 und sechs Pokalsiegen seit 1974. In den afrikanischen Wettbewerben war er dagegen nicht erfolgreich. Bester Erfolg war das Erreichen der 2. Runde 1994 im African Cup of Champions Clubs und das Erreichen des Viertelfinales 1975 im African Cup Winners’ Cup.

## Erfolge
- Central African Republic League (10): 1976, 1984, 1990, 1993, 1994, 1996, 1997, 1999, 2003, 2009
- Central African Republic Coupe Nationale (6): 1974, 1982, 1985, 1992, 2003, 2011

## Statistik in den CAF-Wettbewerben
| Saison  | Wettbewerb                     | Runde         | Land           | Verein                    | Heim | Auswärts |
| ------- | ------------------------------ | ------------- | -------------- | ------------------------- | ---- | -------- |
| 1975    | African Cup Winners’ Cup       | 1. Runde      | Benin          | Postel Sport FC           | 3:0  | 0:1      |
|         | African Cup Winners’ Cup       | Viertelfinale | Senegal        | ASC Jeanne d’Arc          | 1:3  | 1:1      |
| 1977    | African Cup of Champions Clubs | 1. Runde      | Elfenbeinküste | SC Gagnoa                 | o/w  |          |
| 1985    | African Cup of Champions Clubs | Vorrunde      | Angola         | Atlético Petróleos Luanda | 1:1  | 1:4      |
| 1986    | African Cup Winners’ Cup       | Vorrunde      | Sudan          | Al-Merrikh Khartum        | 1:0  | 1:1      |
|         | African Cup Winners’ Cup       | 1. Runde      | Ägypten        | Ismaily SC                | 2:0  | 0:3      |
| 1991    | African Cup of Champions Clubs | Vorrunde      | Angola         | Atlético Petróleos Luanda | 2:4  | 0:4      |
| 1993    | African Cup Winners’ Cup       | Vorrunde      | Angola         | Atlético Petróleos Luanda | 1:2  | 1:1      |
| 1994    | African Cup of Champions Clubs | Vorrunde      | Tschad         | Postel 2000               | 2:0  | 1:0      |
|         | African Cup of Champions Clubs | 1. Runde      | Guinea         | AS Kaloum Star            | 3:0  | 0:1      |
|         | African Cup of Champions Clubs | 2. Runde      | Algerien       | MC Oran                   | 0:3  | 4:7      |
| 1997    | CAF Champions League           | Vorrunde      | Tschad         | AS CotonTchad             | o/w  |          |
| 1998    | CAF Champions League           | Vorrunde      | Tschad         | FC Tourbillon             | o/w  |          |
| 2000    | CAF Champions League           | Vorrunde      | Kap Verde      | Sporting Clube da Praia   | 1:0  | 3:2      |
|         | CAF Champions League           | 1. Runde      | Nigeria        | Lobi Stars                | 1:1  | 0:2      |
| 2004    | CAF Champions League           | Vorrunde      | Ghana          | Asante Kotoko             | o/w  |          |
| 2010    | CAF Champions League           | Vorrunde      | Libyen         | Al-Ittihad Tripolis       | 1:2  | 0:6      |
| 2012    | CAF Confederation Cup          | Vorrunde      | Republik Kongo | AC Léopard                | 2:2  | 0:2      |
| 2019/20 | CAF Champions League           | Vorrunde      | Libyen         | Al-Nasr                   | 1:0  | 1:3      |